# Nashville (Indiana)
Nashville – miasto w Stanach Zjednoczonych, w stanie Indiana, siedziba administracyjna hrabstwa Brown.